# ラブライブ! μ's Go→Go! LoveLive! 2015 〜Dream Sensation!〜
『ラブライブ! μ's Go→Go! LoveLive! 2015 〜Dream Sensation!〜』（ラブライブ ミューズ　ゴーゴー ラブライブ にせんじゅうご ドリームセンセーション）は、2015年9月30日に発売されたμ'sの映像作品。2015年1月31日・2月1日にさいたまスーパーアリーナにて行われた「ラブライブ! μ's Go→Go! LoveLive! 2015 〜Dream Sensation!〜」の模様を収録。

## 概要
μ'sにとって4枚目の映像作品。1月31日分のみ収録の『Day1』、2月1日分のみ収録の『Day2』がBlu-rayとDVDで発売されるほか、Blu-rayのみ両日分を収録した『Blu-ray Memorial BOX』が発売される。
8月29日に試聴動画が公開され、Memorial BOXの外箱の描き下ろし絵柄が明らかになった。
2016年3月13日と2016年3月20日に「μ'sありがとうProject 〜Road to μ'sic Forever〜」の劇場スペシャル上映が全国の劇場で開催され、サイリウムの持ち込みや声を出しての鑑賞などが可能なスペシャルステージとして行なわれた。2016年3月13日は2015年1月31日のライブ映像、2016年3月20日は2015年2月1日のライブ映像が流れた。先着順の入場者特典として「μ's Live in Theater」カットフィルム、一部の劇場ではμ'sありがとうProject劇場スペシャル上映描き下ろし色紙も残数がある場合に限りセットで配布された。

### その他
- 本公演のチケットは一般発売もされた。当時μ'sは爆発的人気を誇っていたこともあり発売からわずか数秒で売り切れ、購入希望者が殺到してチケット販売サイトのサーバーがダウンする事態となった。その人気の高さゆえに2日目公演にてファンサービスの一環で小泉花陽役の久保ユリカがチョコレートを観客席に向かって投げたところ、暴徒化したファンによるのチョコの強奪・傷害事件まで起こってしまった。[1]
- 全国の100館以上の映画館でライブビューイングが上映されたが、それすら観れない者が続出した。これらの反省を踏まえ、以降全てのラブライブシリーズのライブにおけるチケットの販売方法はライブビューイングを除き、抽選販売のみとなった。(見切れ席などの一般販売実績は存在する)
- 本公演の観客には後にAqoursとしてデビューする伊波杏樹もいたという。

## チャート成績
2015年9月29日付のオリコンのBDデイリーランキングでは首位を獲得。その後翌週の10月5日付まで首位を守り、2015年10月12日付のオリコン週間ランキングでは初動4.9万枚を売り上げ、BD総合及びBD音楽チャートで週間1位を獲得した。アニメ関連の音楽作品としては歴代最高初動となった。また、μ'sの作品がオリコンの週間1位を獲得するのは『μ's Best Album Best Live! Collection II』以来となる。
その後、57,971枚を売り上げ、2015年のオリコン年間ミュージックBlu-rayランキングでは7位を獲得した。

## 収録曲 (Day1)
Disc1 (約152分収録)
1. オープニング
2. それは僕たちの奇跡
  - 歌：μ's

3. 僕らは今のなかで
  - 歌：μ's

4. MC1
5. Music S.T.A.R.T!!
  - 歌：μ's

6. ユメノトビラ
7. MC2
8. タカラモノズ 
  - 歌：μ's

9. Shangri-La Shower
  - 歌：μ's

10. MC ＜ことほのうみ＞
11. Love wing bell
  - 歌：星空凛（飯田里穂）、西木野真姫（Pile）、小泉花陽（久保ユリカ）、絢瀬絵里（南條愛乃）、東條希（楠田亜衣奈）、矢澤にこ（徳井青空）

12. MC3
13. Dancing stars on me!
  - 歌：μ's

14. MC4
15. もぎゅっと"love"で接近中！
  - 歌：μ's

16. COLORFUL VOICE
  - 歌：μ's

17. 永遠フレンズ
  - 歌：Printemps

18. MC＜Printemps＞
19. 小夜啼鳥恋詩（ナイチンゲールラブソング）
  - 歌：Printemps

20. 秋のあなたの空遠く
  - 歌：lily white

21. MC＜lily white＞
22. ふたりハピネス
  - 歌：lily white

23. Trouble Busters
  - 歌：BiBi

24. MC＜BiBi＞
25. 冬がくれた予感
  - 歌：BiBi

26. 輝夜の城で踊りたい
  - 歌：μ's

27. だってだって噫無情
  - 歌：μ's

28. Snow halation
  - 歌：μ's

29. Wonderful Rush
  - 歌：μ's

30. MC5
31. No brand girls
  - 歌：μ's

32. KiRa-KiRa Sensetion!
  - 歌：μ's

Disc2＜ENCORE＞ (約95分収録)
1. START:DASH!!
  - 歌：μ's

2. Happy maker!
  - 歌：μ's

3. Oh,Love&Peace!
  - 歌：μ's

4. Dreamin’ Go! Go!!
  - 歌：μ's

5. MC6
6. どんなときもずっと
  - 歌：μ's

7. Finale

特典映像
1. 幕間ドラマA
2. 幕間ドラマB
3. 幕間ドラマC
4. ラブライブ！μ's音楽の軌跡 Part1
5. ラブライブ！μ's音楽の軌跡 Part2
6. 「ラブライブ！μ's Go→Go! LoveLive！2015～Dream Sensation!～ 」 アンコールアニメーション 0131Ver.

## 収録曲 (Day2)
Disc1 (約129分収録)
1. オープニング
2. それは僕たちの奇跡
  - 歌：μ's

3. 僕らのLIFE 君とのLIFE
  - 歌：μ's

4. MC1
5. 夏色えがおで1,2,Jump!
  - 歌：μ's

6. ユメノトビラ
  - 歌：μ's

7. MC2
8. タカラモノズ
  - 歌：μ's

9. Shangri-La Shower
  - 歌：μ's

10. シアワセ行きのSMILING!
  - 歌：高坂穂乃果（新田恵海）

11. ずるいよMagnetic today
  - 歌：西木野真姫（Pile）、矢澤にこ（徳井青空）

12. くるりんMIRACLE
  - 歌：星空凛（飯田里穂）

13. Storm in Lover 
  - 歌：園田海未（三森すずこ）、絢瀬絵里（南條愛乃）

14. もしもからきっと
  - 歌：東條希（楠田亜衣奈）

15. 好きですが、好きですか？
  - 歌：南ことり（内田彩）、小泉花陽（久保ユリカ）

16. ススメ→トゥモロウ
  - 歌：高坂穂乃果（新田恵海）、南ことり（内田彩）、園田海未（三森すずこ）

17. Love wing bell
  - 歌：星空凛（飯田里穂）、西木野真姫（Pile）、小泉花陽（久保ユリカ）、絢瀬絵里（南條愛乃）、東條希（楠田亜衣奈）、矢澤にこ（徳井青空）

18. MC3
19. Dancing stars on me!
  - 歌：μ's

20. MC4
21. もぎゅっと"love"で接近中！
  - 歌：μ's

22. そして最後のページには
  - 歌：μ's

23. Snow halation
  - 歌：μ's

24. Wonderful Rush
  - 歌：μ's

25. MC5
26. No brand girls
  - 歌：μ's

27. KiRa-KiRa Sensetion!
  - 歌：μ's

Disc2＜ENCORE＞ (約115分収録)
1. 僕らは今のなかで
  - 歌：μ's

2. MC6
3. SENTIMENTAL StepS
  - 歌：μ's

4. MC7
5. Happy maker!
  - 歌：μ's

6. Oh,Love&Peace!
  - 歌：μ's

7. Dreamin' Go!Go!!
  - 歌：μ's

8. 愛してるばんざーい！
  - 歌：μ's

9. どんなときもずっと
  - 歌：μ's

10. Finale

特典映像
1. 幕間ドラマA
2. 幕間ドラマD
3. 幕間ドラマB
4. ラブライブ！μ's音楽の軌跡 Part1
5. ラブライブ！μ's音楽の軌跡 Part2
6. 「ラブライブ！μ's Go→Go! LoveLive！2015～Dream Sensation!～ 」 アンコールアニメーション 0201Ver.

## テレビ放送
WOWOWライブにて「ラブライブ！ μ's Go→Go! LoveLive! 2015 ～Dream Sensation!～ WOWOW特別編集版」のタイトルで2016年2月17日20:45 - 18日1:50に放送された。
放送曲目
| - 1.それは僕たちの奇跡 - 2.僕らのLIVE 君とのLIFE - 3.僕らは今のなかで - 4.夏色えがおで1,2,Jump! - 5.Music S.T.A.R.T! - 6.ユメノトビラ - 7.タカラモノズ - 8.Shangri-La Shower - 9.Love wing bell - 10.Dancing stars on me! - 11.もぎゅっと"love"で接近中！ - 12.そして最後のページには | - 13.COLORFUL VOICE - 14.シアワセ行きのSMILING! - 15.ずるいよMagnetic today - 16.くるりんMIRACLE - 17.Storm in Lover - 18.もしもからきっと - 19.好きですが、好きですか? - 20.ススメ→トゥモロウ - 21.永遠フレンズ - 22.小夜啼鳥恋詩 - 23.秋のあなたの空遠く - 24.ふたりハピネス | - 25.Trouble Busters - 26.冬がくれた予感 - 27.輝夜の城で踊りたい - 28.だってだって噫無情 - 29.Snow halation - 30.Wonderful Rush - 31.No brand girls - 32.KiRa-KiRa Sensetion! 1日目アンコール - 33.START:DASH!! - 34.Happy maker! - 35.Oh,Love&Peace! | - 36.Dreamin' Go! Go!! - 37.どんなときもずっと 2日目アンコール - 38.僕らは今のなかで - 39.SENTIMENTAL StepS 2日目ダブルアンコール - 40.Happy maker! - 41.Oh,Love&Peace! - 42.Dreamin' Go! Go!! - 43.愛してるばんざーい! - 44.どんなときもずっと |